# Стратинська ратуша
Стра́тинська ра́туша — будинок міського магістрату в селі Стратин (Рогатинський район, Івано-Франківська область). Споруда не збереглася. 
Стратин колись був містечком з магдебурзьким правом, яке отримав 1671 році від польського короля Міхала Корибута Вишневецького. У зв'язку з цим виникла потреба мати приміщення для органу місцевого самоврядування — ратушу. Ратуша стояла у центрі міста, і в ній, крім зали для засідань міської ради, містився також готель. Будівля була зруйнована в 1914 році під час Першої світової війни.